# Beşiktaş (volley-ball féminin)
Maillots
Beşiktaş JK est un club de volley-ball turc, section du club omnisports du Beşiktaş Jimnastik Kulübü, fondé en 1961 et basé à Istanbul, évoluant pour la saison 2020-2021 en Misli.com Sultanlar Ligi.

## Palmarès
- Championnat de Turquie
  - Finaliste : 1996, 1997, 2004.
- Coupe de Turquie
  - Finaliste : 1995, 1996, 1997.
- BVA Cup
  - Vainqueur : 2008[2] 2009[3] 2013[4] 2018.
- Challenge Cup
  - Finaliste : 2014[5]

## Entraîneurs successifs
- 2006-2008  Reşat Yazıcıoğulları
- 2008-2011  Bülent Karslıoğlu
- 2011-2015  Adnan Kıstak
- 2015-2015  Erkan Kayacan
- 2015-2020  Kamil Söz
- 2020- ...       Suphi Doğancı

## Effectifs

### Saison 2020-2021
| No                                   | Nom                                  | Date de naissance                    | Taille                         | Poids                          | Poste                          |
| ------------------------------------ | ------------------------------------ | ------------------------------------ | ------------------------------ | ------------------------------ | ------------------------------ |
| 1                                    | Zeynep Batmaz                        | 5 janvier 2001                       | 178                            | 68                             | Passeuse                       |
| 2                                    | Sinem Barut                          | 12 avril 1986                        | 186                            | 70                             | Centrale                       |
| 3                                    | Elif Teksoy                          | 2 avril 2003                         | 186                            | 63                             | Passeuse                       |
| 4                                    | Derin Ezgi Taşdemir                  | 20 juillet 2002                      | 186                            | 71                             | Réceptionneuse-attaquante      |
| 5                                    | Lal Verda Akın                       | 4 septembre 2005                     | 186                            | 63                             | Centrale                       |
| 6                                    | Ece Günesen                          | 21 janvier 2002                      | 172                            | 61                             | Libero                         |
| 7                                    | Seda Aslanyürek                      | 25 juin 1986                         | 192                            | 80                             | Attaquante                     |
| 8                                    | Göknur Silen                         | 4 avril 2000                         | 182                            | 66                             | Passeuse                       |
| 9                                    | Deniz Çetinsaraç                     | 3 février 1983                       | 187                            | 72                             | Réceptionneuse-attaquante      |
| 10                                   | Sude Pehlivan                        | 8 janvier 2002                       | 186                            | 73                             | Attaquante                     |
| 11                                   | Ezgi Dilik                           | 12 juin 1995                         | 178                            | 68                             | Passeuse                       |
| 12                                   | Erçe Su Kasapoğlu                    | 6 juin 1996                          | 172                            | 67                             | Libero                         |
| 13                                   | Rida Erlalelitepe                    | 22 juillet 1996                      | 185                            | 75                             | Réceptionneuse-attaquante      |
| 14                                   | Seray Altay                          | 25 août 1987                         | 182                            | 62                             | Attaquante                     |
| 16                                   | Bengisu Aygün                        | 25 novembre 2004                     | 186                            | 68                             | Centrale                       |
|                                      |                                      |                                      |                                |                                |                                |
| Encadrement technique                | Encadrement technique                |                                      | Légende                        | Légende                        | Légende                        |
| Entraîneur : Suphi Doğancı           | Entraîneur : Suphi Doğancı           | Entraîneur : Suphi Doğancı           | : Capitaine                    | : Capitaine                    | : Capitaine                    |
| Entraîneur(s) adjoint(s) : Uğur Ülkü | Entraîneur(s) adjoint(s) : Uğur Ülkü | Entraîneur(s) adjoint(s) : Uğur Ülkü | : Joueuse blessée actuellement | : Joueuse blessée actuellement | : Joueuse blessée actuellement |
| Manager général : Ebru Algür         |                                      |                                      |                                |                                |                                |